# Indochina Francesa na Segunda Guerra Mundial

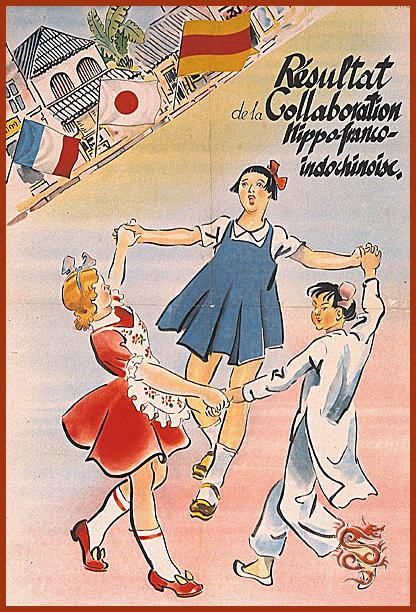
Cartaz de propaganda japonesa exaltando a colaboração francesa e vietnamita de Vichy na Indochina, c. 1942.

Em meados de 1940, a Alemanha Nazista derrotou rapidamente a Terceira República Francesa, e a administração colonial da Indochina Francesa (atual Vietnã, Laos e Camboja) passou para o novo Estado francês, aFrança de Vichy. Muitas concessões foram concedidas ao Império do Japão, como o uso de portos, aeródromos e ferrovias. As tropas japonesas entraram pela primeira vez em partes da Indochina em setembro de 1940, e em julho de 1941, o Japão tinha alargado o seu controle sobre toda a Indochina Francesa. Os Estados Unidos, preocupados com a expansão japonesa, começaram a impor embargos às exportações de aço e petróleo para o Japão a partir de julho de 1940. A vontade de escapar a estes embargos e de se tornar auto-suficiente em recursos acabou por contribuir para a decisão do Japão de atacar em 7 de dezembro de 1941, o Império Britânico (em Hong Kong e na Malásia) e simultaneamente os EUA (nas Filipinas e em Pearl Harbor, no Havaí). Isso levou os EUA a declararem guerra ao Japão no dia seguinte. Os EUA juntaram-se então ao lado dos britânicos, em guerra com a Alemanha desde 1939, e aos seus aliados existentes na luta contra as potências do Eixo.
Indochineses comunistas tinham criado um quartel-general secreto na província de Cao Bang em 1941, mas a maior parte da resistência vietnamita ao Japão, à França ou a ambos, incluindo grupos comunistas e não-comunistas, permaneceu baseada através da fronteira, na China. Como parte de sua oposição à expansão japonesa, os chineses fomentaram a formação de um movimento de resistência nacionalista vietnamita, o Dong Minh Hoi (DMH), em Nanquim em 1935/1936; isso incluía comunistas, mas não era controlado por eles. Isso não forneceu os resultados desejados, então o Partido Comunista Chinês enviou Ho Chi Minh para o Vietnã, em 1941, para liderar uma clandestinidade centrada no comunista Viet Minh. Ho foi o mais alto agente do Comintern no Sudeste Asiático, e esteve na China como conselheiro do Exército Vermelho Chinês. Esta missão foi assistida por agências de inteligência europeias e, posteriormente, pelo Escritório de Serviços Estratégicos (OSS) dos Estados Unidos. A inteligência francesa livre também tentou afetar a evolução da colaboração Vichy-japonesa.
Em março de 1945, os japoneses prenderam os administradores franceses e assumiram o controle direto do Vietnã até o final da guerra. Nesse ponto, os nacionalistas vietnamitas sob a bandeira do Viet Minh assumiram o controle na Revolução de Agosto, e emitiu uma Proclamação da Independência da República Democrática do Vietnã, mas a França retomou o controle do país em 1945-1946.
Ao olhar para o quadro geral do Sudeste Asiático no final da Segunda Guerra Mundial, as diferentes filosofias políticas dos principais atores entraram em confronto, incluindo:
- As potências ocidentais anticomunistas, que viam os franceses como o protetor da área contra a expansão comunista.
- O movimentos nacionalistas e anticolonialistas que queriam independência dos franceses.
- Os comunistas, tanto locais como estrangeiros, que procuravam expandir a sua influência

As linhas entre esses movimentos nem sempre eram claras e algumas alianças eram feitas por conveniência. Antes da sua morte em 1945, Franklin D. Roosevelt fez vários comentários sobre não querer que os franceses retomassem o controle da Indochina.

## Eventos pré-guerra

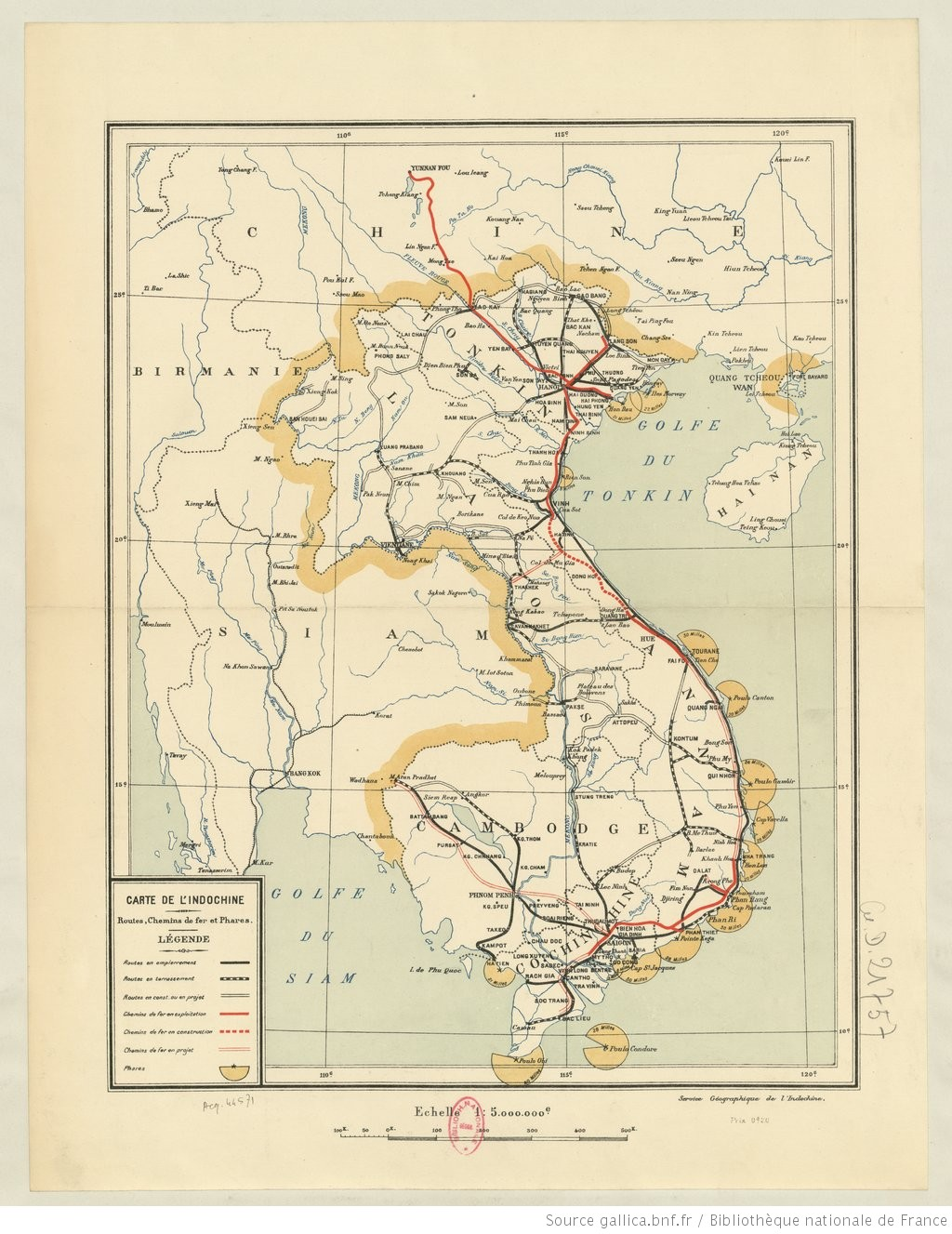
Indochina Francesa c. 1933

### 1936
Na própria França, uma Frente Popular antifascista, incluindo o centro, a esquerda e os comunistas, declarou uma nova política para todas as colônias francesas, não apenas para a Indochina. Formou-se uma Frente Democrática Indochinesa correspondente.
Um Governador-Geral impopular foi substituído, encorajando os nacionalistas vietnamitas a se reunirem com uma comissão de inquérito francesa com listas de queixas. No entanto, quando a Comissão chegou, os esquerdistas não eram apenas membros de uma oposição, mas parte de um governo preocupado com a expansão japonesa. O ministro socialista das colônias, Marius Moutet, em setembro, enviou uma mensagem às autoridades francesas em Saigon: "vocês manterão a ordem pública... a melhoria da situação política e econômica é a nossa preocupação... A ordem francesa deve reinar na Indochina como em qualquer outro lugar." A Frente Popular de Moutet falhou na liberalização da situação, e ele estaria envolvido em um fracasso maior uma década depois.

### 1937
Em todo o leste e sudeste da Ásia, as tensões aumentaram entre 1937 e 1941, à medida que o Japão se expandia na China. Franklin D. Roosevelt considerou isso uma violação dos interesses dos EUA na China. Washington já aceitara um pedido de desculpas e uma indenização pelo bombardeio japonês ao USS Panay, uma canhoneira no rio Yangtzé, na China.

### 1938
A Frente Popular francesa caiu e a Frente Democrática da Indochina foi para a clandestinidade. Quando um novo governo francês, ainda sob a Terceira República, formada em agosto de 1938, entre as suas principais preocupações estavam a segurança da França metropolitana, bem como o seu império.
Entre seus primeiros atos estava a nomeação do General Georges Catroux, o Governador-Geral da Indochina. Ele foi o primeiro governador-geral militar desde que o governo civil francês começou em 1879, após a conquista iniciada em 1858, refletindo a maior preocupação do novo governo: a defesa da Pátria e a defesa do Império. A preocupação imediata de Catroux era com o Japão, que lutava ativamente na vizinha China.

### 1939
Os partidos comunistas francês e indochinês foram proibidos.

## Segunda Guerra Mundial

### 1940
Após a derrota da França, com um armistício em 22 de junho de 1940, cerca de dois terços do país foram colocados sob controle militar alemão direto. A parte restante do Sudeste da França e as colônias francesas estavam sob um governo nominalmente independente, chefiado pelo herói nacional da Primeira Guerra Mundial,  Marechal Philippe Pétain. O Japão, que ainda não se aliara à Alemanha até à assinatura do Pacto Tripartido, em setembro de 1940, pediu ajuda alemã para interromper o abastecimento da Indochina para a China.

### Aumento da pressão do eixo
O General Catroux, que primeiro pediu apoio britânico e não tinha fonte de assistência militar de fora da França, interrompeu o comércio com a China para evitar provocar ainda mais os japoneses. Um grupo japonês de verificação, liderado por Issaku Nishimura, entrou na Indochina em 25 de junho.
No mesmo dia em que Nishimura chegou, Vichy demitiu Catroux, por contato estrangeiro independente. Foi substituído pelo Vice-Almirante Jean Decoux, que comandou as forças navais francesas no Extremo Oriente, e estava baseado em Saigon. Decoux e Catroux estavam, em geral, de acordo quanto à política e consideravam a gestão de Nishimura a primeira prioridade. Decoux tinha preocupações adicionais. O almirante britânico sênior na área, a caminho de Hong Kong para Singapura, visitou Decoux e disse-lhe que poderia ser ordenado a afundar a nau capitânia de Decoux, com a sugestão implícita de que Decoux poderia salvar seus navios levando-os para Singapura, o que chocou Decoux. Embora os britânicos ainda não tivessem atacado navios franceses que não iriam para o lado dos Aliados, isso aconteceria em Mers-el-Kébir, no norte de África, dentro de duas semanas; não se sabe se isso foi sugerido ou suspeitado por Decoux. Atrasando deliberadamente, Decoux não chegou a Hanói até 20 de julho, enquanto Catroux paralisou Nishimura na base das negociações, também pedindo ajuda dos EUA.

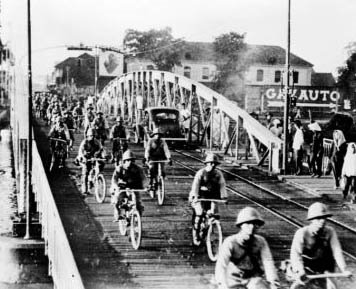
Tropas japonesas em bicicletas avançam em Saigon

Reagindo à presença inicial japonesa na Indochina, em 5 de julho, o Congresso dos EUA aprovou o Lei de Controle das Exportações, proibindo o envio de peças de aeronaves, minerais-chave e produtos químicos essenciais para o Japão, o que foi seguido três semanas depois por restrições ao envio de produtos petrolíferos e sucata.
Decoux, em 30 de agosto, conseguiu um acordo entre o embaixador francês em Tóquio e o Ministro dos Negócios Estrangeiros japonês, prometendo respeitar a integridade da Indochina em troca da cooperação contra a China. Nishimura, em 20 de setembro, deu a Decoux um ultimato: concordar com a base, ou a 5ª Divisão, sabidamente na fronteira, entraria.
O Japão entrou na Indochina em 22 de setembro de 1940. Um acordo foi assinado e prontamente violado, no qual o Japão prometeu não colocar mais de 6.000 soldados na Indochina e nunca ter mais de 25.000 em trânsito na colônia. Foram concedidos direitos para três aeródromos, com todas as outras forças japonesas proibidas de entrar na Indochina sem o consentimento de Vichy. Imediatamente após a assinatura, um grupo de oficiais japoneses, sob uma forma de insubordinação nada incomum nas forças armadas japonesas, atacou o posto fronteiriço de Đồng Đăng, sitiou Lam Son, que, quatro dias depois, se rendeu. Houve 40 mortos, mas 1.096 soldados desertaram.
Com a assinatura do Pacto Tripartite em 27 de setembro de 1940, criando o eixo da Alemanha, Japão e Itália, Decoux tinha novos motivos de preocupação: os alemães poderiam pressionar a França metropolitana a apoiar seu aliado, o Japão.
O Japão pediu desculpas pelo incidente de Lam Song em 5 de outubro. Decoux demitiu os altos comandantes que ele acreditava que deveriam ter antecipado o ataque, mas também deu ordens para caçar os desertores de Lam Song, bem como o Viet Minh que havia entrado na Indochina enquanto os franceses pareciam preocupados com o Japão.
Durante grande parte da guerra, o governo colonial francês permaneceu em grande parte no lugar, embora como fantoches do Japão, já que o governo de Vichy mantinha relações razoavelmente amigáveis com o Tóquio. O Japão não havia entrado no sul da Indochina até 1941, de modo que os conflitos de 1939 até a queda da França tiveram pouco impacto em uma colônia como a Indochina. Os japoneses permitiram que os franceses reprimissem as rebeliões nacionalistas em 1940.

### 1941
Em julho de 1941, o Japão pressionou com sucesso o governo de Vichy a permitir a presença de suas forças armadas na Indochina. Isto foi recebido com alarme pelos Estados Unidos, não só porque mostrou que os japoneses estavam dispostos a ocupar as possessões coloniais de outras nações na Ásia, mas também porque a Indochina continuara a ser uma importante fonte de borracha e estanho para os Estados Unidos. Sumner Welles informou que o Presidente Roosevelt procurou um compromisso com os japoneses "considerar a Indochina como um país neutralizado, da mesma forma que a Suíça tinha sido considerada até agora pelas potências como um país neutralizado..." Esta sugestão foi transmitida para Kichisabur, mas não foi transmitida aos dirigentes japoneses, ou não foi considerada antes da eclosão da Guerra do Pacífico. Após o ataque japonês a Pearl Harbor, a Indochina seria usada pelo Japão como um trampolim para atacar a Malásia, as Filipinas e as Índias Holandesas.

#### Nascimento do Viet Minh
Em fevereiro de 1941, Ho Chi Minh regressou ao Vietnã e estabeleceu a sua base numa gruta na província de Cao Bang, perto da fronteira sino-vietnamita. Em maio, o Partido Comunista da Indochina convocou seu oitavo plenário, onde colocou os objetivos nacionalistas à frente dos objetivos comunistas: priorizou a independência do Vietnã antes de liderar a revolução comunista, fomentar a guerra de classes ou ajudar os trabalhadores. Para este fim, o plenário instituiu a "liga para a independência do Vietnã" (Viet Nam Độc lập Đồng minh hội, Viet Minh). Todos os grupos políticos vietnamitas foram bem-vindos a aderir ao Viet Minh, desde que apoiassem a ação liderada pelo Partido Comunista Indochinês contra os colonizadores japoneses e franceses. A maior realização de Ho Chi Minh durante este período foi a unificação de grupos nacionalistas urbanos com os seus próprios rebeldes comunistas camponeses e a criação de um único movimento de independência anticolonial.

#### Acordos de Vichy com o Japão sobre a Indochina
A França de Vichy assinou o Protocolo Relativo à Defesa Conjunta e à Cooperação Militar Conjunta em 29 de julho. Este acordo definiu a relação franco-japonesa para a Indochina, até que os japoneses a revogaram em março de 1945. Deu aos japoneses um total de oito aeródromos, permitiu-lhes ter mais tropas presentes e utilizar o sistema financeiro da Indochina, em troca de uma frágil autonomia francesa. Em dezembro, 24.000 soldados japoneses partiram do Vietnã para a Malásia.

### 1942
Os chineses organizaram a coligação Đồng minh hội (DMH), uma coligação dominada pela VNQDD. No entanto, os únicos efetivos de fato na Indochina eram o Viet Minh.
Durante a ocupação japonesa, mesmo durante a administração francesa, o Viet Minh exilado na China tive a oportunidade de reconstruir tranquilamente as suas infra-estruturas. Eles eram mais fortes no Tonquim, a região norte, de modo que se mover para o sul da China era simples. Tinham o conceito de estabelecer "zonas de base" (chiến khu) ou "zonas seguras" (an toàn khu) na selva muitas vezes montanhosa. Dessas áreas, a "pátria" do VM estava próxima da província de Bac Kan.
Outros chiên khu adicionais foram desenvolvidos na província de Thái Nguyên, província De Nguy (o reduto "tradicional" do PCI), em Pac Bô na província de Cao Bang, na província de Ninh Binh e, em seguida, em Dong Triêu na província de Quang Ninh. Como acontece com muitos outros movimentos revolucionários, parte da construção de sua base foi a prestação de serviços de "governo sombra". Eles atacaram proprietários e agiotas, além de fornecer vários serviços úteis. Eles ofereceram educação, que continha quantidades substanciais de doutrinação política.
Eles coletavam impostos, muitas vezes sob a forma de suprimentos de alimentos, inteligência sobre o movimento do inimigo e serviço como trabalhadores em vez de dinheiro. Eles formaram milícias locais, que forneceram indivíduos treinados, mas certamente estavam dispostos a usar a violência contra aldeões relutantes. Gradualmente, deslocaram este sistema para o sul, embora não tenham obtido tanto apoio local em Anam, e especialmente na Cochinchina. Enquanto as organizações posteriores operariam a partir do Camboja para as regiões do Vietnã do Sul que correspondiam à Cochin-China, ocorreria ainda bem no futuro.
Alguns de seus simpatizantes mais importantes incluíam funcionários públicos educados e soldados, que forneciam inteligência clandestina de origem humana de seus locais de trabalho, bem como forneciam contra-inteligência sobre os planos tanto franceses quanto japoneses. Em agosto, durante uma viagem ao sul da China para se reunir com os funcionários do Partido Comunista Chinês, Ho Chi Minh foi preso pelo Kuomintang durante dois anos.

### 1943
Para tornar o Dong Minh Hoi em uma operação de inteligência eficaz, os chineses libertaram Ho Chi Minh e o colocaram no comando, substituindo os nacionalistas vietnamitas anteriormente afiliados ao Kuomintang.

### 1944
Em 1944, Ho Chi Minh, então na China, solicitou um visto dos Estados Unidos para ir a São Francisco para fazer transmissões em língua vietnamita de material do Escritório de Informação de Guerra dos Estados Unidos de propaganda oficial "branca". O visto foi negado.
Em agosto, Ho convenceu o comandante do Kuomintang a apoiar o seu regresso ao Vietnã, liderando 18 guerrilheiros contra os japoneses. Assim, Ho regressou ao Vietnã em setembro com dezoito homens treinados e armados pelos chineses. Ao descobrir que o PCI tinha planejado uma revolta geral no Viet Bac, ele desaprovou, mas encorajou o estabelecimento de equipes de "propaganda armada". Estas equipes participariam na primeira batalha contra os franceses pelo Viet Minh.

### Fome vietnamita de 1945
Desde o final de 1944 e ao longo de 1945, uma grande fome devastou todo o Vietnã, matando até 2 milhões de pessoas segundo estimativas. Suas causas foram atribuídas a desastres naturais, à guerra em curso e à má administração dos franceses e japoneses. O Viet Minh dirigiu com sucesso o ressentimento público em relação às potências de ocupação e, como resultado, transformou-se de uma organização de guerrilha em um movimento de massas.

### Fim do domínio ocidental

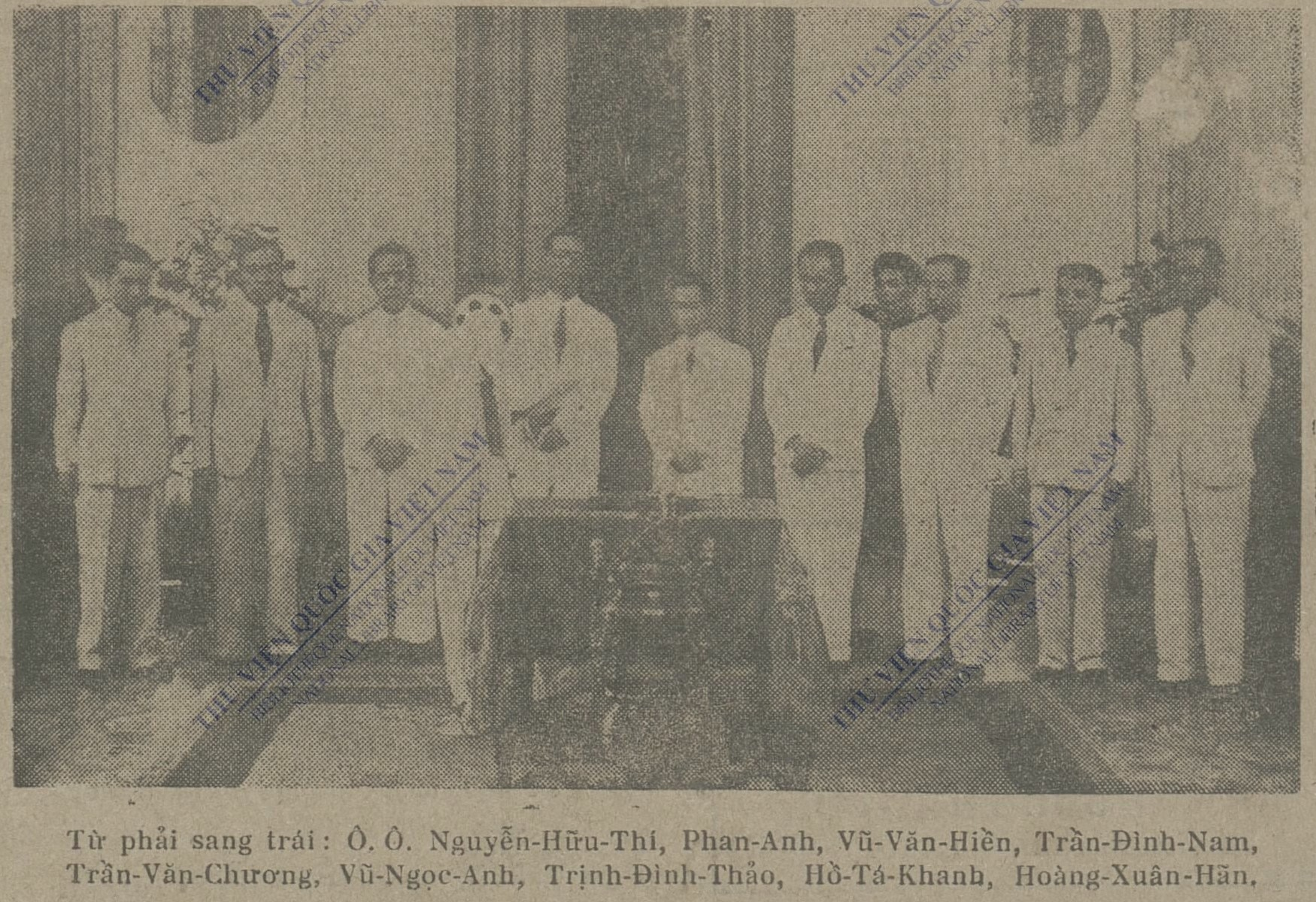
Trân Trong Kim e outros ministros do gabinete imperial vietnamita

Os japoneses revogou o controle administrativo francês em 9 de março e fez prisioneiros os administradores franceses. Assassinaram aqueles que se recusaram a render-se inicialmente e/ou a cumprir as suas exigências. Isso teve o efeito secundário de cortar muita inteligência ocidental sobre os japoneses na Indochina. Eles mantiveram o príncipe Bao Dai como líder nominal.
Mesmo antes de haver um governo do recém-proclamado Império do Vietnã, o Governo Provisório Francês declarou a intenção, em 24 de março, de ter uma união francesa que incluísse uma federação indochinesa. Enquanto a França manteria o controle sobre as relações externas e os principais programas militares, a Federação teria suas próprias forças armadas e poderia formar relações fora da Federação, especialmente com a China.
No entanto, continuaria a existir uma alta autoridade francesa, chamada Alto Comissário em vez de Governador-Geral, mas ainda no controle. Os cinco Estados - Anam, Camboja, Cochinchina, Laos e Tonquim - continuariam; não haveria Vietnã. Em agosto, o Almirante Georges D'Argenlieu seria nomeado Alto Comissário, tendo o General Leclerc como seu adjunto militar.
As forças de Ho Chi Minh resgataram um piloto americano em março. Washington ordenou ao Major Arquimedes Patti que fazesse o que fosse necessário para reestabelecer o fluxo de informações, e a missão OSS foi autorizada a contactar Ho. Ele pediu para se encontrar com o General Claire Chennault, o comandante aéreo americano na China, e isso foi acordado, sob a condição de que ele não pedisse suprimentos ou apoio ativo. A visita foi educada, mas sem substância. Ho, no entanto, pediu o pequeno favor de uma foto autografada de Chennault. Mais tarde, Ho usou esse ítem inocente para indicar a outros grupos do Norte que tinha apoio americano.
Após a tomada do poder pelos japoneses em março de 1945, eles criaram um governo sob o imperador Bao Dai. Ele convidou Ngo Dinh Diem para se tornar Primeiro-Ministro, mas, depois de não receber resposta, voltou-se para Tran Trong Kim e formou um gabinete de ministros com educação francesa, mas nacionalistas. Sua autoridade se estendia apenas ao Tonquim e Anam: os japoneses simplesmente substituíram os ex-funcionários franceses na Cochinchina e também apontaram membros do Cao Dai e Hoa Hao.

### Resistência e propaganda
Em Hanói, de 15 a 20 de abril de 1945, a Conferência Militar Revolucionária do Tonquim - do Viet Minh - emitiu uma resolução, a qual foi reimpressa nas páginas 1 a 4 do jornal Nhan Dan em 25 de agosto de 1970. Ele pedia uma revolta geral, resistência e guerrilha contra os japoneses, estabelecendo 7 zonas de guerra no Vietnã com nomes de antigos heróis nacionais, pedindo propaganda para explicar ao povo que o único caminho a seguir era a resistência violenta contra os japoneses e expondo o governo-fantoche vietnamita que os servia. A conferência também pediu o treinamento de propagandistas e que mulheres disseminassem propaganda militar e mirassem soldados japoneses com folhetos em chinês e propaganda em japonês. O Exército de Libertação Vietnamita, também do Viet Minh, publicou o jornal "Resistência contra o Japão" (Khang Nhat). Eles também pediram a criação de um grupo chamado "Aliados Chineses e Vietnamitas contra o Japão" enviando folhetos para recrutar chineses estrangeiros no Vietnã para sua causa. Em 26 de setembro de 1945, Ho Chi Minh escreveu uma carta pedindo luta contra os franceses, mencionando que eles estavam retornando depois de terem vendido os vietnamitas aos japoneses duas vezes em quatro anos.

### Ocupação chinesa do norte da Indochina Francesa
Mesmo antes da rendição do Japão e do fim da Segunda Guerra Mundial, o Exército Nacional Revolucionário do Kuamintang ocupou o Tonquim. Soldados chineses ocuparam o norte da Indochina ao norte do paralelo 16, enquanto os britânicos, sob o Comando do Sudeste Asiático de Lord Mountbatten, ocuparam o sul. Sob o comando do General Lu Han, baseado em Kunming, 200.000 soldados chineses ocuparam o norte do Vietnã a partir de agosto de 1945, e mais 90.000 chegaram em outubro; com o 62º Exército chegando em 26 de setembro a Nam Dinh e Haiphong. Lang Son e Cao Bang foram ocupadas pelo 62º Corpo do Exército de Guangxi, e a região do rio Vermelho e Lai Cai foram ocupadas por uma coluna vinda de Yunnan. A chegada das tropas chineses foi desorganizada e acompanhada de muitos atos de desobediência e pilhagem generalizada, incluindo suprimentos de arroz. Cao Bang foi destruída e Lau Cai foi ocupada. Dentro de dois dias de sua chegada a Hanói, a capital do Tonquim, o General Lu Han impôs um acordo a Ho Chi Minh onde este aceitaria moeda chinesa inflacionada para a compra de arroz local para alimentar as tropas chinesas. A organização do governo paralelo do Viet Minh enviou agentes ao delta para impor as quotas exigidas pelos chineses. O Vietnã passava por uma carestia e não havia reservas de grãos de arroz no delta nessa época.
A chegada das tropas chineses foi seguida por abusos de todos os tipos. Com o apoio do Coronel Hsiao Wen, chefe da seção política do comando militar chinês, o General Lu Han passou a transformar o norte do Vietnã em um "jogo de xadrez de política feudal". Chegando em Hanói em 11 de setembro, o Gal. Lu Han ocupou o palácio do governador-geral francês após expulsar a equipe francesa sob o comando de Sainteny, formando o seu quartel-general. Em 20 de setembro, cidadãos franceses foram expulsos de suas casas, as quais foram saqueadas. O consulado francês em Longzhou, há 96 quilômetros de Lang Son, também foi saqueado. Enquanto isso, as tropas chinesas massacraram a recalcitrante minoria Tho na região de Lang Son. Os chineses do KMT também manobraram para impedir que as tropas francesas do General Alessandri reentrassem na Indochina. Tropas do DMH impediram que soldados franceses sob o Coronel Quilichini entrassem na área de Dien Bien Phu. Os chineses, de fato, tentaram se estabelecer de forma permanente no norte do Vietnã e no Laos. Foi necessária uma intervenção de alto nível do governo francês com o seu congênere chinês para que o General Alessandri recebesse autorização para entrar no Tonquim, de modo a testemunhar a rendição japonesa.